# Pseudovespicula
Pseudovespicula is een monotypisch geslacht van straalvinnige vissen uit de familie van napoleonvissen (Tetrarogidae).

## Soort
- Pseudovespicula dracaena (Cuvier, 1829)